# Michael Didi Adgum Mangoria
Michael Didi Adgum Mangoria (Engoth, 1º gennaio 1959) è un arcivescovo cattolico sudanese, dal 10 dicembre 2016 arcivescovo metropolita di Khartoum.

## Biografia
Michael Didi Adgum Mangoria è nato il 1º gennaio 1959 ad Engoth, diocesi di El Obeid, in Sudan. Si è convertito al cattolicesimo nel 1975, all'età di sedici anni.
Ha ricevuto l'ordinazione sacerdotale il 10 maggio 1992 incardinandosi, trentatreenne, come presbitero dell'arcidiocesi di Khartoum.
Il 29 maggio 2010 papa Benedetto XVI lo ha nominato, cinquantunenne, vescovo coadiutore di El Obeid. Ha ricevuto la consacrazione episcopale il successivo 15 agosto per imposizione delle mani del cardinale Gabriel Zubeir Wako, arcivescovo metropolita di Khartoum, assistito dai co-consacranti monsignori Macram Max Gassis, M.C.C.I., vescovo di El-Obeid, ed Antonio Menegazzo, M.C.C.I., vescovo titolare di Mesarfelta ed amministratore apostolico sede plena emerito di El-Obeid; lo stesso giorno è anche divenuto amministratore apostolico sede plena della diocesi. È succeduto per coadiutoria il 28 ottobre 2013, all'età di cinquantaquattro anni.
Il 15 agosto 2015 papa Francesco lo ha promosso arcivescovo coadiutore di Khartoum, divenendone arcivescovo metropolita il 9 dicembre 2016, cinquantasettenne; è succeduto al settantacinquenne cardinale Gabriel Zubeir Wako, dimissionario per raggiunti limiti d'età, dopo aver guidato l'arcidiocesi per ben trentacinque anni.

## Genealogia episcopale
La genealogia episcopale è:
- Cardinale Scipione Rebiba
- Cardinale Giulio Antonio Santori
- Cardinale Girolamo Bernerio, O.P.
- Arcivescovo Galeazzo Sanvitale
- Cardinale Ludovico Ludovisi
- Cardinale Luigi Caetani
- Cardinale Ulderico Carpegna
- Cardinale Paluzzo Paluzzi Altieri degli Albertoni
- Papa Benedetto XIII
- Papa Benedetto XIV
- Papa Clemente XIII
- Cardinale Bernardino Giraud
- Cardinale Alessandro Mattei
- Cardinale Pietro Francesco Galleffi
- Cardinale Giacomo Filippo Fransoni
- Cardinale Carlo Sacconi
- Cardinale Edward Henry Howard
- Cardinale Mariano Rampolla del Tindaro
- Cardinale Rafael Merry del Val
- Arcivescovo Duarte Leopoldo e Silva
- Arcivescovo Paulo de Tarso Campos
- Cardinale Agnelo Rossi
- Cardinale Gabriel Zubeir Wako
- Arcivescovo Michael Didi Adgum Mangoria